# Margaret Osborne (Tischtennisspielerin)
Margaret Osborne (* nach 1914) war eine englische Tischtennis- und Tennisspielerin. Sie nahm an vier Tischtennisweltmeisterschaften teil und gewann dabei fünf Medaillen.
Margaret Osborne ist nicht zu verwechseln mit der gleichnamigen amerikanischen Tennisspielerin Margaret Osborne duPont.

## Werdegang
Margaret Osborne holte bei den offenen englischen Meisterschaften insgesamt acht Titel, nämlich 1934 und 1935 im Einzel, 1935, 1937 und 1938 jeweils mit Wendy Woodhead sowie 1935, 1936 und 1938 mit Victor Barna.
Von 1935 bis 1947 nahm sie an vier Weltmeisterschaften teil. Hier wurde sie 1947 mit der englischen Mannschaft Weltmeister. Dazu kommen drei Silbermedaillen, 1935 im Mixed mit Adrian Haydon, 1937 im Doppel mit Wendy Woodhead und 1938 im Teamwettbewerb. Bei der gleichen WM gewann sie Bronze im Doppel mit Doris Jordan.
Im Januar 1947 heiratete Margaret Osborne in Edgbaston Basil Knott. In den folgenden Jahren nahm sie an Tennisturnieren in Wimbledon teil.